# خوسيه فرنسيسكو فوينتيس
خوسيه فرنسيسكو فوينتيس (بالإسبانية: José Francisco Fuentes)‏ هو سياسي مكسيكي، ولد في 1966، وتوفي في 2009. نشط حزبياً في الحزب الثوري المؤسساتي.